# توماس هنتر (مخرج أفلام)
توماس هنتر (بالإنجليزية: T. Hayes Hunter) (و. 1884 – 1944 م) هو مخرج أفلام، وكاتب سيناريو، ومنتج أفلام أمريكي، ولد في فيلادلفيا، توفي في لندن، عن عمر يناهز 60 عاماً.

## وصلات خارجية
- توماس هنتر على موقع IMDb (الإنجليزية)
- توماس هنتر على موقع ألو سيني (الفرنسية)
- توماس هنتر على موقع أول موفي (الإنجليزية)
- توماس هنتر على موقع قاعدة بيانات برودواي على الإنترنت (الإنجليزية)
- توماس هنتر على موقع قاعدة بيانات برودواي على الإنترنت (الإنجليزية)
- توماس هنتر على موقع قاعدة بيانات برودواي على الإنترنت (الإنجليزية)
- توماس هنتر على موقع قاعدة بيانات الأفلام السويدية (السويدية)
- توماس هنتر على موقع قاعدة بيانات الفيلم (الإنجليزية)
- توماس هنتر على موقع كينوبويسك (الروسية)